# 바벨의 용

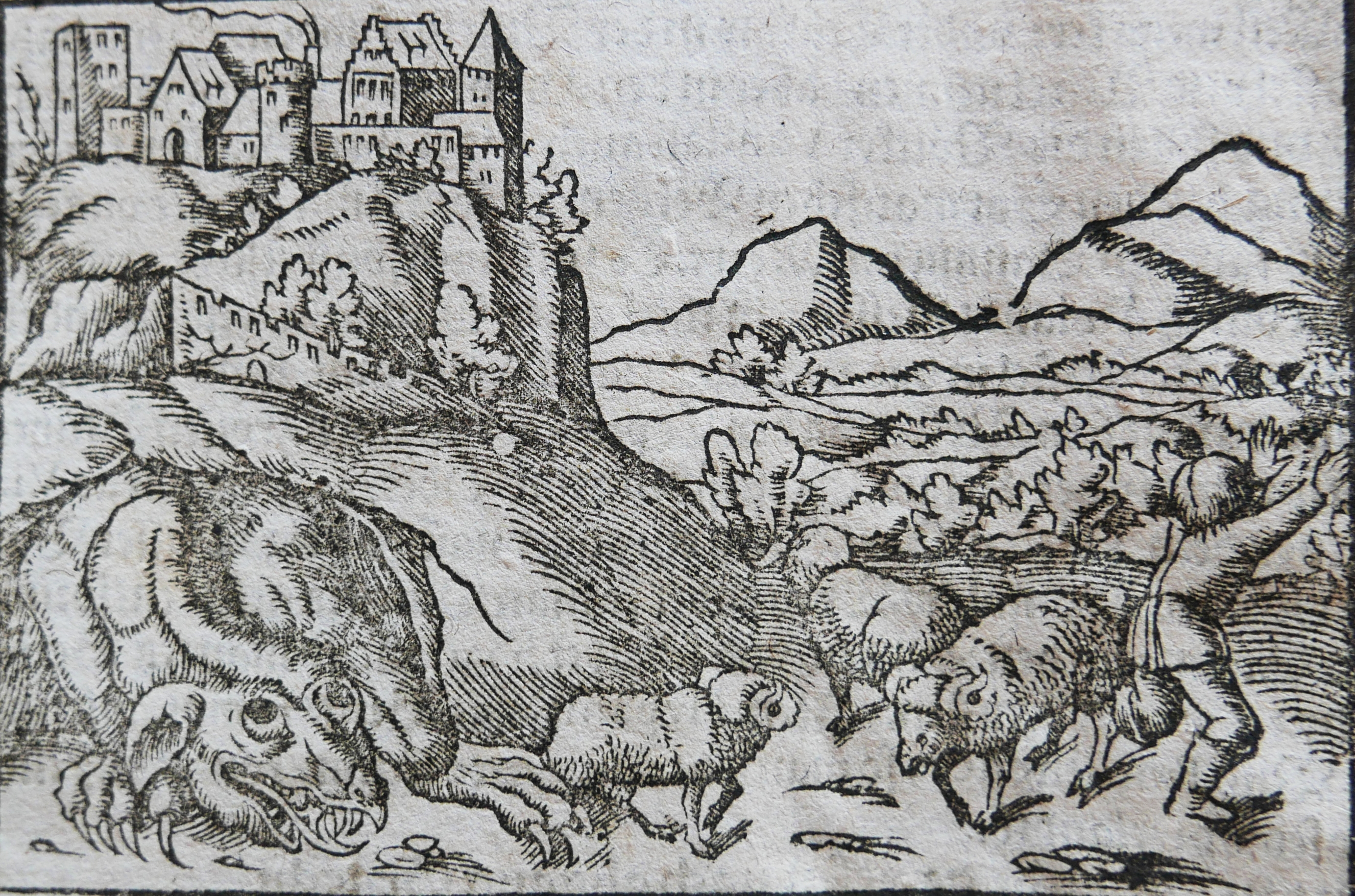
바벨의 용

바벨의 용(폴란드어: Smok Wawelski)은 폴란드 전설 속의 용이다.
가장 초기의 기록(13세기)에 따르면, 용이 전설적인 크라크왕 (또는 크라쿠스 등)이 세운 수도 크라쿠프를 괴롭혔다고 한다. 사람을 잡아먹는 괴물에게 매주 가축을 봉헌하다가, 결국 왕의 아들들이 유황을 넣은 미끼 소를 이용해 물리쳤다. 하지만 어린 왕자는 형을 살해해 유일한 공로를 차지했고, 그 후 추방당했다. 결과적으로 완다 공주가 왕국을 계승해야 했다.
이 이야기에 대한 가장 오래된 알려진 내용은 크라쿠프 주교이자 폴란드 역사가인 빈센티 카디우베크가 13세기에 쓴 것으로 알려진 작품에서 나온다.